# The Revolution (гурт)
The Revolution («Зе Революшн») — американський рок-гурт, створений у 1979 році в Міннеаполісі мультиінструменталістом Прінсом. Зазвичай гурт асоціюється з рок-музикою, але також в їхній музиці були присутні елементи ритм-енд-блюзу, попмузики, фанку та психоделіки. Перед тим як гурт офіційно припинив своє існування, він випустив два альбоми, два саундтреки та два кліпи.
Міжнародного визнання гурт досяг після релізу альбому Purple Rain (1984), який зайняв першу сходинку в Billboard 200 та став 13 разів платиновим. Першу сходинку також зайняв альбом  Around the World in a Day (1985). Загалом, гурт має шість синглів, які увійшли до першої десятки в чарті Billboard Hot 100, враховуючи три сингли, які зайняли першу сходинку: "Let's Go Crazy", "When Doves Cry" та "Kiss". Гурт офіційно припинив свою діяльність в 1986 році після закінчення туру «Парад» (англ. Parade).
Після смерті Прінса учасники гурту знову об'єднались та оголосили про концерти з нагоди їхнього повернення. The Revolution виграв три Греммі.

## Створення гурту
Коли Прінс створював свій гурт після випуску свого першого альбому (For You), то, надихнувшись музикантом Слай Стоуном, вирішив зробити свій гурт багатонаціональним та багатогендерним. Гурт складався з таких учасників:
- Прінс (головний вокаліст, піаніст, гітарист);
- Дез Дікерсон (гітарист);
- Андре Сімон (бас-гітарист);
- Боббі Зі (барабанщик, перкусіоніст);
- Доктор Фінк (клавішник).

В 1982-1983 рр., коли The Revolution був майже остаточно сформований, то учасниками були наступні музиканти:
- Прінс (головний вокаліст, піаніст, гітарист);
- Дез Дікерсон (гітарист);
- Браун Марк (бас-гітарист);
- Боббі Зі (барабанщик, перкусіоніст);
- Ліза Коулман (клавішник, піаніст);
- Доктор Фінк (клавішник);
- Джілл Джонс (вокаліст).

Слова "and the Revolution" можна помітити на обкладинці альбому 1999. Після туру в підтримку цього альбому, Дез Дікерсон покинув гурт через релігійні причини, а на його місце прийшла подруга та дівчина Лізи Коулман – Венді Мелвойн.

## Прінс та The Revolution
Найпопулярніший альбом Прінса та The Revolution, Purple Rain, зайняв першу сходинку в Billboard 200, обходячи альбом Брюса Спрінгстіна Born in the U.S.A.Випущений наприкінці червня 1984-го, альбом мав сингли "When Doves Cry", "Let's Go Crazy", "Purple Rain", "I Would Die 4 U" та "Take Me with U", які супроводжувалися кліпами. Всі вони посіли місця в чарті Billboard Hot 100. "When Doves Cry" на момент релізу був найуспішнішим синглом альбому, який зайняв перші сходинки в чартах Billboard Hot 100 та Dance and R&B.
Пісня "Purple Rain" виграла дві Греммі, а сам альбом знаходився в чартах 24 тижні. Він став 13 разів платиновим в США, 6 разів платиновим в Канаді та двічі платиновим  у Великій Британії. Саме на цьому альбомі гурт був вперше офіційно присутній. На момент релізу гурт складався з:
- Прінс (головний вокаліст, піаніст, гітарист);
- Венді Мелвойн (гітарист, вокаліст);
- Браун Марк (бас-гітарист);
- Ліза Коулман (клавішник, піаніст);
- Доктор Фінк (клавішник);
- Боббі Зі (барабанщик).